# César Castro (Wasserspringer)
César Augusto Aquino de Castro (* 2. September 1982 in Brasília, Brasilien) ist ein brasilianischer Wasserspringer. Er startet im Kunstspringen vom 1-m- und 3-m-Brett und im 3-m-Synchronspringen.
Castro nahm an den Olympischen Spielen 2004 in Athen teil. Im Kunstspringen vom 3-m-Brett erreichte er das Finale und wurde Neunter. 2008 in Peking verpasste er im gleichen Wettbewerb als 24. das Halbfinale.
Bei Schwimmweltmeisterschaften konnte er mehrere Finals erreichen. Seine beste Platzierung im Einzel ist ein fünfter Rang vom 3-m-Brett 2009 in Rom, im 3-m-Synchronspringen konnte er 2005 in Montreal mit Cassius Duran Rang acht erreichen.
Sein bislang größter Erfolg war der Gewinn der Silbermedaille vom 3-m-Brett bei den Panamerikanischen Spielen 2007 in Rio de Janeiro, 2011 gewann er in Guadalajara im gleichen Wettbewerb Bronze.